# Актей

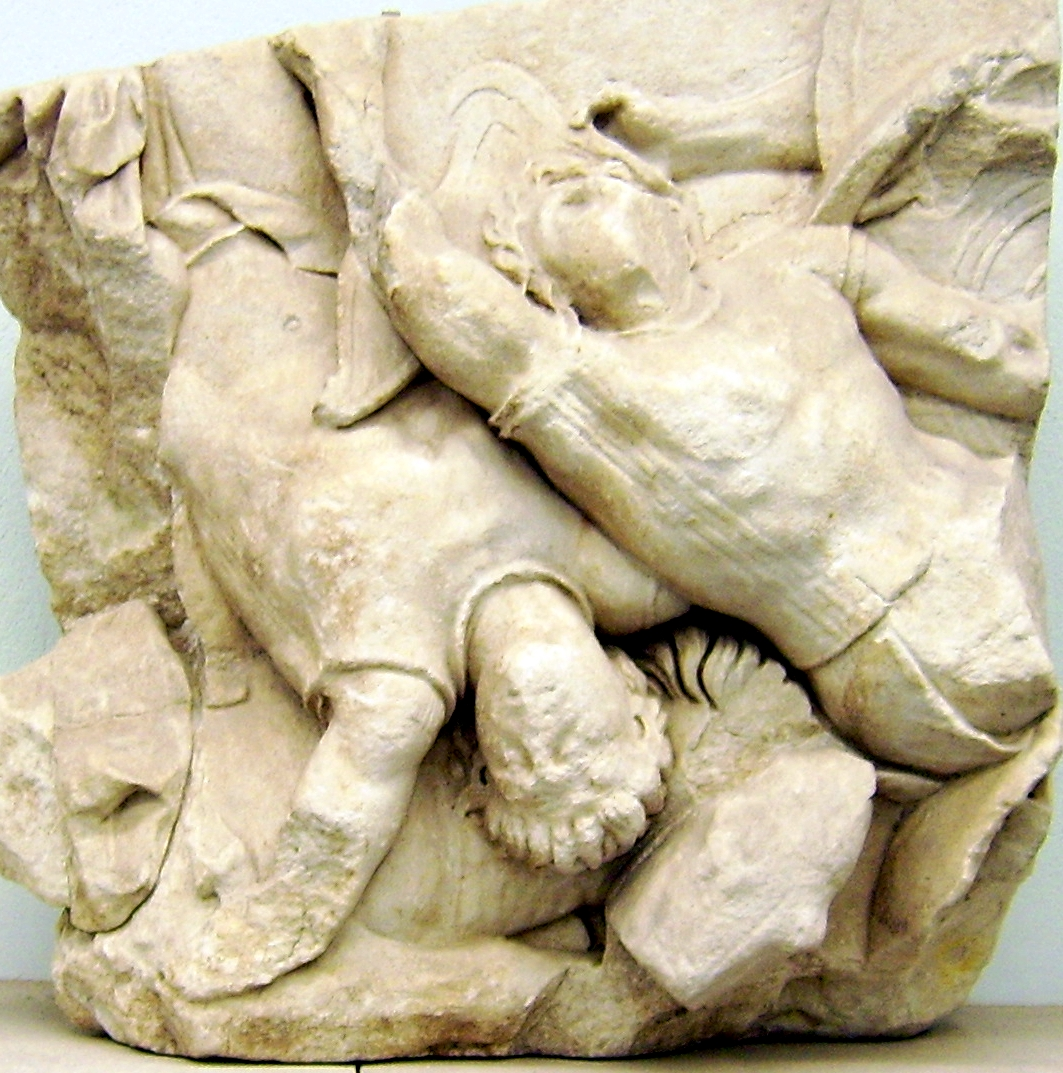
Аякс вбиває Актея, батька Теламона, Пергамський вівтар, фрагмент

Актей (дав.-гр. Ἀκταῖος) — персонаж  давньогрецької міфології. Перший цар Аттики  Сучасник Форбанта  Батько  Аглаври, тесть Кекропса  
У давнину Аттика називалася Актою або Актикою. У  мікенських текстах зустрічається ім'я a-ka-ta-jo, яке також може походити від імені Актея.
Актей — батько Теламона (за версією Ферекіда) 